# Herrarnas ringar i gymnastik vid olympiska sommarspelen 2004
Herrarnas ringar i gymnastik vid olympiska sommarspelen 2004 avgjordes den 14 och 22 augusti i O.A.C.A. Olympic Indoor Hall.

## Medaljörer
| Gren             | Guld                          | Silver                   | Brons               |
| Herrarnas ringar | Dimosthenis Tampakos Grekland | Jordan Jovtjev Bulgarien | Juri Chechi Italien |

## Resultat

### Final
| Placering | Gymnast                    | Start- värde | USA  | Kazakstan | Australien | Spanien | Brasilien | Kina | Straff | Totalt |
| --------- | -------------------------- | ------------ | ---- | --------- | ---------- | ------- | --------- | ---- | ------ | ------ |
|           | Dimosthenis Tampakos (GRE) | 10.00        | 9.85 | 9.90      | 9.90       | 9.85    | 9.75      | 9.85 | —      | 9.862  |
|           | Jordan Jovtjev (BUL)       | 10.00        | 9.85 | 9.90      | 9.80       | 9.85    | 9.85      | 9.85 | —      | 9.850  |
|           | Yuri Chechi (ITA)          | 10.00        | 9.80 | 9.80      | 9.85       | 9.85    | 9.80      | 9.80 | —      | 9.812  |
| 4         | Hiroyuki Tomita (JPN)      | 10.00        | 9.80 | 9.80      | 9.85       | 9.80    | 9.80      | 9.75 | —      | 9.800  |
| 5         | Matteo Morandi (ITA)       | 10.00        | 9.80 | 9.80      | 9.75       | 9.80    | 9.80      | 9.80 | —      | 9.800  |
| 5         | Pierre Yves Beny (FRA)     | 10.00        | 9.80 | 9.80      | 9.80       | 9.75    | 9.80      | 9.80 | —      | 9.800  |
| 7         | Alexander Safosjkin (RUS)  | 10.00        | 9.75 | 9.85      | 9.75       | 9.75    | 9.70      | 9.75 | —      | 9.750  |
| 8         | Andreas Schweizer (SUI)    | 10.00        | 9.70 | 9.75      | 9.75       | 9.75    | 9.75      | 9.70 | —      | 9.737  |